# Thoubal
Thoubal är en stad i den indiska delstaten Manipur, och är huvudort för ett distrikt med samma namn. Den är Manipurs näst största stad, och folkmängden uppgick till 45 947 invånare vid folkräkningen 2011.